# Gilmore Girls
Gilmore Girls ist eine US-amerikanische Drama- und Comedy-Fernsehserie der Fernsehproduzentin Amy Sherman-Palladino und ihres Mannes Daniel Palladino, die von 2000 bis 2007 produziert wurde. Zwischen 2000 und 2006 war die Serie sehr erfolgreich auf dem US-amerikanischen Fernsehsender The WB und von 2006 bis 2007 auf dem neuen Sender The CW zu sehen. Im November 2016 erschien bei dem Video-on-Demand-Anbieter Netflix unter dem Titel Gilmore Girls: Ein neues Jahr eine vierteilige Fortsetzung.
Geschildert wird das Leben der alleinerziehenden Lorelai Gilmore (Lauren Graham) und ihrer jugendlichen Tochter Rory (Alexis Bledel), die in der fiktiven Kleinstadt Stars Hollow in Connecticut leben. Es geht um Familie, Generationenkonflikte und Liebe in einer eingeschworenen Kleinstadt mit vielen skurrilen Figuren und Festen. Die Serie ist bekannt für ihre schnellen und spritzigen Dialoge mit vielen Anspielungen auf Film, Musik, Politik, Literatur und Ereignisse des Zeitgeschehens.

## Handlung

### Erste Staffel
Zu Beginn der ersten Staffel wird die 16 Jahre alte Rory Gilmore an der renommierten Privatschule Chilton angenommen. Ihre alleinerziehende Mutter Lorelai möchte ihrer begabten Tochter diese Ausbildung ermöglichen, damit sie später an der Harvard University studieren kann. Da sie jedoch die Schulgebühren nicht allein bezahlen kann, muss Lorelai ihre wohlhabenden Eltern, zu denen sie kein gutes Verhältnis hat, um ein Darlehen bitten. Ihre Eltern, Richard und Emily Gilmore, sind unter der Bedingung, dass Lorelai mit Rory jeden Freitag zum Abendessen erscheint und sie einmal wöchentlich anruft, dazu bereit, ihr zu helfen: Lorelai war seinerzeit als Teenager schwanger geworden und hatte überdies Rorys Vater nicht geheiratet, was die Beziehung zu ihren konservativen Eltern belastet hatte. Die wöchentlichen Besuche bei ihren Eltern gefallen der auf Unabhängigkeit bedachten Lorelai nicht besonders gut, sie bieten Rory jedoch die Chance, ihre Großeltern besser kennenzulernen, die ihre Enkelin bald ins Herz schließen. Lorelai hingegen fürchtet, dass insbesondere ihre Mutter versuchen wird, sich in ihr Leben einzumischen.
Am letzten Tag an der Stars Hollow High lernt Rory Dean kennen; seinetwegen ist sie nicht mehr sicher, ob sie die Schule wechseln will, doch in dieser Situation muss Lorelai, wenn auch ungerne, die Mutter-Karte spielen und sie für ihr Bestes nach Chilton schicken. Trotz des Schulwechsels wird Dean Rorys erster fester Freund. Der Wechsel nach Chilton verläuft nicht ohne Probleme. Rory wird zu Beginn von den anderen Schülern, die überwiegend der Oberschicht entstammen, geschnitten und hat auch Schwierigkeiten mit dem unerwartet hohen Leistungsniveau auf Chilton: Wegen ihres Wechsels mitten im Schuljahr muss sie den verpassten Stoff nacharbeiten. Auch ihre Beziehung zu Dean geht für einige Zeit auseinander, nachdem Rory sein Liebesgeständnis nicht sofort erwidern konnte. In der letzten Folge der Staffel versöhnen die beiden sich aber wieder und werden erneut ein Paar. Rorys anfängliche Rivalin und Widersacherin, die überaus ehrgeizige Paris, wird schrittweise zu ihrer Freundin.
Zwischenzeitlich taucht auch Christopher, Rorys Vater, wieder auf. Als Lorelai im Alter von 16 Jahren mit Rory schwanger war, wollte sie ihn nicht heiraten. Nun lehnt sie eine Wiederaufnahme der Beziehung ab. Luke, der Besitzer von Luke’s Diner, hat ebenfalls Interesse an Lorelai. Seine alte Liebe Rachel taucht jedoch wieder in Stars Hollow auf, und es sieht so aus, als würden die beiden ihre frühere Beziehung wieder aufnehmen. Rachel verlässt Stars Hollow aber wieder, weil sie merkt, dass Luke in Lorelai verliebt ist. Als sie sich von ihm verabschiedet, ermahnt Rachel ihn deshalb, dass er nicht zu lange damit warten solle, Lorelai seine Liebe zu gestehen.
Durch die erste Staffel zieht sich ebenfalls das Verhältnis zwischen Lorelai und Max Medina, Rorys Lehrer in Literatur auf der Chilton School. Lorelai lernt Max auf einem Elternabend kennen. Sie beginnen eine Beziehung, trennen sich jedoch aufgrund des Wirbels, der um sie entsteht, für kurze Zeit. Am Ende der ersten Staffel macht Max Lorelai einen Heiratsantrag. Dies sorgt unter anderem für Konflikte mit Rory als auch mit Emily Gilmore, da das Verhältnis einer Mutter zu einem der Lehrer der Chilton School sowohl dort als auch im gemeinsamen Bekanntenkreis eher kritisch beurteilt wird. Weiterhin beeinflusst es die Beziehung zwischen Lorelai und Luke, die eine der Kernhandlungen der gesamten Serie darstellt.

### Zweite Staffel
Lorelai nimmt den Heiratsantrag von Max vorerst an, sagt aber ihren Eltern erstmal nichts davon. Luke möchte ihr zur Hochzeit eine Chuppa schenken, die er vorher bei Lorelai vorbeibringt. Bei einem Gespräch mit ihm bekommt Lorelai Zweifel und erkennt, dass sie Max nicht wirklich liebt. Sie lässt die Hochzeit platzen und flüchtet sich mit Rory in einen Kurzurlaub, der so einige Überraschungen mit sich bringt.
Rorys beste Freundin, die koreanischstämmige Lane, die am Ende der ersten Staffel auf einer Party Henry kennengelernt hat, wendet alle Tricks an, um ihrer strengen, religiösen und konservativen Mutter die Beziehung mit dem jungen Koreaner zu verheimlichen. Zu einem Treffen der beiden kommt es aber nie, sodass sich Henry letztendlich von Lane abwendet.
Jess, Lukes Neffe, wird von seiner Mutter (Lukes Schwester Liz) nach Stars Hollow geschickt, um bei Luke zu wohnen, da Liz große Schwierigkeiten hat, ihren rebellischen Sohn zu erziehen. Dean zweifelt an seiner Beziehung mit Rory, als er bemerkt, dass sie sich zunehmend zu Jess hingezogen fühlt. Rory will sich dies anfangs selbst nicht eingestehen, da sie den mürrischen und rebellischen Jess zu Beginn nicht ausstehen kann, aber nach und nach entwickelt sich zwischen den beiden Bücherwürmern eine gute Freundschaft. Die Situation eskaliert, als Jess Rorys Auto, das Dean für sie gebaut hatte, zu Schrott fährt. Jess geht daraufhin zurück zu Liz nach New York.
Lorelai und ihre beste Freundin, die begnadete Köchin Sookie, beginnen, über ein eigenes Hotel nachzudenken – besonders nachdem Mia, die Chefin des Independence Inn und Lorelais Ersatz-Mutter, einen Besuch in Stars Hollow gemacht und Lorelai ihr von ihren Träumen erzählt hat. Lorelai und Sookie haben sich endlich für ein Objekt entschieden und sind bereit, es zu kaufen. Es steht jedoch nicht zum Verkauf. Die beiden sind sehr enttäuscht darüber.
Lorelai holt endlich ihren Schulabschluss nach, den sie aufgrund ihrer Schwangerschaft im Teenageralter nicht machen konnte. Rory verpasst die Zeremonie jedoch, da sie Jess heimlich in New York besucht und auf der Rückfahrt Verspätung hat. Lorelai ist darüber zutiefst enttäuscht. Nachdem Rory ihr die Fahrt nach New York gebeichtet hat, begreift Lorelai, dass Rory sich in Jess verliebt hat. Rory will dies jedoch immer noch nicht wahrhaben.
Jackson macht Sookie einen Heiratsantrag und darauf heiraten sie am Ende der zweiten Staffel. Während Lorelai die Hochzeit plant, kommt sie Christopher wieder näher, und die beiden einigen sich, es noch einmal miteinander zu versuchen. Doch noch nicht einmal 24 Stunden später bekommt Christopher von Sherry, seiner Ex-Freundin, einen Anruf, dass sie schwanger ist. Er will nicht noch einmal den Fehler machen, seinem neugeborenen Kind kein Vater zu sein, und entscheidet sich, bei Sherry zu bleiben. Auf der Hochzeit sind also die Gilmore Girls emotional mitgenommen, denn auch bei Rory läuft nicht alles so, wie sie es sich vorgestellt hat: Sie hat den soeben zurückgekehrten Jess geküsst, obwohl sie noch mit Dean zusammen ist.

### Dritte Staffel
In ihrem letzten Jahr in Chilton ist Rory zugleich Vizepräsidentin der Schülervertretung und Redaktionsmitglied der Schülerzeitung. Sie fühlt sich immer mehr zu Jess hingezogen, und Dean versucht lange, dies zu verdrängen. Letztendlich möchte er die Beziehung aber nicht länger aufrechterhalten und trennt sich in aller Öffentlichkeit von ihr. Kurz nach der Trennung von Dean werden Rory und Jess ein Paar. Jess hat zunehmend Probleme in der Schule, da er schwänzt und lieber im Supermarkt arbeiten geht. Doch statt mit Rory darüber zu reden, zieht er sich immer mehr zurück. Als Luke herausfindet, dass Jess nicht mehr zur Schule geht, stellt er ihn vor die Wahl: Entweder er wiederholt das Schuljahr oder er muss bei ihm ausziehen. Jess’ Sturheit steht der ersten Möglichkeit im Wege und er wählt die zweite Variante. Er verlässt die Stadt, zum wiederholten Male, ohne sich von Rory zu verabschieden. Er geht nach Los Angeles, um dort seinen Vater zu suchen, der kurz vorher nach vielen Jahren Abwesenheit wieder Kontakt zu Jess gesucht hat.
Lane beginnt eine Beziehung zu Dave, in dessen Rockband sie inzwischen Drummerin ist. Ihre Mutter weiß weder über die Band noch über die Beziehung Bescheid. Obwohl sie Dave eigentlich gut leiden kann, lehnt die Mutter es ab, dass er Lane zum Schulball begleitet, da er kein Koreaner ist. Stattdessen versucht sie, Lane mit dem koreanischen Young Chui zu verkuppeln. Lane nutzt dies aus, nimmt ihn zum Scheinfreund und bittet ihn, nach einer Weile wieder mit ihr „Schluss zu machen“, da ihre Mutter gesagt hat, sollte sie jemals eine Beziehung beenden, würde sie nie mehr einen Jungen treffen dürfen. Allerdings merkt sie erst sehr spät und nur auf Daves verärgertes Zureden hin, dass sich Young Chui tatsächlich in sie verliebt hat, weshalb er das Ende der Scheinbeziehung immer weiter hinauszögert. Auf einer Party ist sie deshalb so verzweifelt, dass sie zu viel trinkt. Betrunken ruft sie ihre Mutter an und klärt sie über Dave auf.
Sherry bekommt ihr Kind von Christopher, Gigi (Abkürzung für Georgia), und auch Sookie wird schwanger. Gegen Ende der Staffel muss Rory die Entscheidung treffen, auf welches College sie möchte, und dort ihre Bewerbungen einreichen. Außerdem muss sie sich über ihre Berufswahl Gedanken machen und ihre Abschlussprüfungen ablegen. Während Rorys ehrgeizige Freundin Paris von Harvard abgelehnt wird, bekommt Rory von allen Colleges, bei denen sie sich beworben hatte, eine Zusage. Mit Hilfe einer ihrer Pro-und-Contra-Listen entscheidet sie sich schließlich für die Yale University, das von ihren Großeltern favorisierte College, das auch ihr Großvater besucht hat. Lorelai, die ihre Tochter immer in Harvard gesehen hatte, muss die Entscheidung hinnehmen. Als Jahrgangsbeste hält Rory die Abschlussrede an der Chilton.
Sookie und Lorelai werden arbeitslos, da das Independence Inn nach einem Brand geschlossen werden muss. Während Rorys Abschlusszeremonie erhalten Sookie und Lorelai die Nachricht, dass das „Dragonfly Inn“, welches sie schon lange haben wollten, nun zum Verkauf steht, da die Eigentümerin gestorben ist. Endlich haben sie die Möglichkeit, sich den Traum von einem eigenen Hotel zu erfüllen.

### Vierte Staffel
Rory beginnt ihr Studium in Yale, New Haven. Sie zieht ins Wohnheim, was bedeutet, dass sie ihre Mutter nicht mehr so häufig sieht. Da Rory kein Stipendium erhält, müssen ihre Großeltern die Kosten für das Studium tragen. Die Bedingung dafür ist, dass Rory weiterhin zum Freitagsdinner erscheint. Auch Lorelai erscheint manchmal zum Dinner, da sie so ihre Tochter sehen kann.
Lorelai und Sookie arbeiten nun daran, ihr eigenes Hotel aufzubauen. Um dieses Unternehmen zu finanzieren, gründen die beiden einen Catering-Service. Weil das so verdiente Geld nicht ausreicht, bittet Lorelai Luke um ein Darlehen von 30.000 US-Dollar, das er ihr bereitwillig gewährt.
Lane hat unterdessen mit ihrer eigenen Band Erfolg, auch wenn sie zunächst nach einem neuen Gitarristen suchen muss, denn ihr Freund Dave ist aufs College gezogen, weshalb auch die Beziehung beendet ist. Sie steht vor dem großen Problem, die Auftritte vor ihrer strenggläubigen und Rockmusik strikt ablehnenden Mutter verbergen zu müssen. Als sie einmal spät nach Hause kommt, hat ihre Mutter all ihre Dielenverstecke, mit Hilfe derer Lane jahrelang ihr „Doppelleben“ getarnt hatte, entdeckt und wirft sie aus dem Haus. Sie zieht mit ihren Bandkollegen (Zack und Brian) in eine Wohnung. Lane kann nun ein eigenes Leben führen, da sie bei Luke arbeiten darf.
Rorys Liebesleben kommt in diesem Jahr sehr kurz. Nachdem sie bereits eine Wolke der Einsamkeit zu verströmen scheint und sie von allen darauf angesprochen wird, organisiert ihr Emily ein Date. Natürlich ist dies ein Desaster. In ihrer Not ruft Rory ihren Ex-Freund Dean an, der inzwischen mit seiner ehemaligen Schulkameradin Lindsay verheiratet ist. Dean eilt zu ihrer Rettung und die beiden merken, dass sie noch Gefühle füreinander haben. Wie groß diese Gefühle sind, wird spätestens dann deutlich, als Jess überraschend wieder auftaucht. Er versucht Rory dazu zu bringen, mit ihm durchzubrennen, doch Rory schickt ihn fort.
Lorelai geht in diesem Jahr eine Beziehung mit Jason, Richards neuem Geschäftspartner, ein. Lorelai möchte die Beziehung vor ihren Eltern geheim halten, doch Jasons Vater lässt das Paar mit Hilfe eines Privatdetektivs auffliegen. Schließlich kommt es dazu, dass Richard wieder in die Firma von Jasons Vater einsteigt und Jason ohne Kunden und gedemütigt zurücklässt. Da Jason dies nicht hinnehmen kann, verklagt er Lorelais Vater. So groß die Probleme zwischen Lorelai und ihren Eltern auch sind, sie kann mit Jason in dieser Situation nicht zusammen sein und trennt sich von ihm.
Auch in der Ehe von Richard und Emily kriselt es, die beiden leben aneinander vorbei. Lorelai versucht mit einer recht drastischen Methode zu helfen: Beim Probelauf des neuen Hotels gibt sie ihren Eltern die Hochzeitssuite außerhalb des Hauptgebäudes in der Hoffnung, dass die beiden sich aussprechen. Diese Bemühungen schlagen jedoch fehl, Emily und Richard geraten in Streit und trennen sich schließlich.
Luke, der auf der Kreuzfahrt aus einer Laune heraus seine Freundin Nicole geheiratet hat, bereut diesen voreiligen Schritt und möchte sich nun wieder scheiden lassen. Nach dieser Krise kauft er sich ein Selbsthilfebuch und erkennt endlich, wer wirklich die Frau seiner Träume ist: Lorelai.
Er merkt nun, dass er um sie kämpfen muss und lädt sie deshalb zur Hochzeit seiner Schwester ein. Lorelai lernt den sonst eher salopp gekleideten und manchmal etwas mürrischen Luke auf eine ganz neue Weise kennen: Er ist charmant, kann gut tanzen, sieht toll aus, wenn er sich in Schale wirft und hat den gleichen Humor wie sie. Nach einem sehr gelungenen Abend ergreift Luke die Gelegenheit erneut und lädt sie ins Kino ein, auch wenn er sonst nie ins Kino geht. Lorelai ist verwirrt, nimmt die Einladung aber an und weiß nun nicht, ob das ein Date ist oder nicht. Trotzdem hat sie einen „Moment“ gespürt. Und auch sie erkennt nun die Qualitäten von Luke. Als er zum Probelauf des Hotels kommen soll, wird sie sehr nervös, und jetzt merkt Rory, dass ihre Mutter verliebt ist. Auch Jason kommt uneingeladen zu diesem Termin und Lorelai macht ihm klar, dass sie kein Interesse mehr an ihm hat.
Luke, der nun aufgrund eines Missverständnisses glaubt, dass Jason und Lorelai ein Paar sind, stellt Lorelai zur Rede. Lorelai versichert ihm, dass zwischen Jason und ihr alles aus ist, und es kommt zu einem ersten Kuss.
Aufgedreht vor Freude stürmt Lorelai nach Hause, um ihrer Tochter die tolle Neuigkeit zu erzählen; aber ihr Glücksgefühl wird jäh zerstört: Sie trifft auf eine sehr verwirrte und schuldig blickende Rory. Kurz darauf kommt Dean aus Rorys Zimmer und nachdem sie die zerwühlte Bettdecke gesehen hat, erfasst Lorelai die Situation: Rory hat mit einem verheirateten Mann geschlafen.

### Fünfte Staffel
Rory hat eine Affäre mit ihrem verheirateten Exfreund Dean. Lorelai ist mit der Situation nicht glücklich und die beiden reden nicht miteinander. Um dem Konflikt aus dem Weg zu gehen, verreist Rory mit Emily nach Europa. Kurz bevor sie zurückkommen, versöhnen sich Lorelai und Rory per Telefon. Rory schreibt Dean einen Brief, der etwas später dazu führt, dass die Ehe zerbricht, da Deans Ehefrau Lindsay ihn zufällig findet. Daraufhin wirft sie Dean aus der Wohnung. Als Rory zurückkommt, versuchen Dean und sie eine offizielle Beziehung zu führen, doch dies erweist sich als schwierig, da beide durch Arbeit und Studium zu wenig Zeit füreinander haben.
Rorys Großeltern Emily und Richard suchen unterdessen nach einer angemessenen Partie für Rory und veranstalten zu diesem Zweck eine Party mit ehemaligen Yaleabsolventen und ihren Söhnen. Unter ihnen ist auch der aus gutem Haus stammende Logan, den Rory schon von der Uni her kennt. Als Dean Rory von der Party bei ihren Großeltern abholt und sie mit den vielen reichen jungen Männern sieht, merkt er, dass Rory und er in verschiedenen Welten leben. Dean zieht die Konsequenzen und beendet ihre Beziehung.
Rory und Logan kommen sich langsam näher und gehen schließlich eine lockere Beziehung ein. Doch Rory merkt bald, dass dieser Zustand für sie auf Dauer nicht haltbar ist. Als sie sich daher schweren Herzens von Logan trennen möchte, erlebt sie eine Überraschung: Logan möchte Rory nicht verlieren und ist bereit für eine feste Bindung.
Lane kommt nach einigen Irrungen und Wirrungen mit Zack, ihrem Band- und WG-Kollegen zusammen. Sookie wird erneut schwanger und bekommt nach ihrem Sohn Davey eine Tochter namens Martha. Paris trauert um ihren Geliebten, den wesentlich älteren Yale-Professor Asher Fleming, der an einem Herzinfarkt gestorben ist. Später findet sie einen neuen Partner in Doyle, dem leitenden Zeitungsredakteur der Studentenzeitung Yale Daily News.
Richard und Emily leben für eine kurze Zeit getrennt. Allerdings ist das nicht räumlich zu verstehen, da Richard im Poolhaus auf dem Grundstück wohnt. Rory und Lorelai haben nun das zweifelhafte Vergnügen, immer zwei Freitagsdinner zu genießen. Nach einiger Zeit versöhnen sich Richard und Emily aber wieder und beschließen daraufhin, ihr Ehegelübde mit einer Hochzeitsfeier zu erneuern.
Lorelai ist so glücklich wie seit Jahren nicht mehr, Luke und sie führen eine glückliche Beziehung. Auch das neue Hotel läuft sehr gut und wird von allen Seiten gelobt. Dann jedoch erscheint Rorys Vater Christopher wieder, der kürzlich von Sherry verlassen wurde und nun verzweifelt und überfordert allein mit seiner kleinen Tochter Gigi lebt. Emily und Richard sind nicht einverstanden mit Lorelais Beziehung zu Luke und versuchen alles, um ihren Wunsch-Schwiegersohn Christopher wieder mit Lorelai zusammenzubringen. Als Christophers Vater stirbt, fährt Lorelai zu Christopher und tröstet ihn. Luke erfährt dies erst, als Christopher auf der Feier zu Ehren von Richard und Emilys Erneuerung ihres Ehegelübdes auftaucht. Christopher erzählt ihm in angetrunkenem Zustand, Emily habe ihn eingeladen, da er der Richtige für Lorelai sei. Es kommt zu einem Streit und Luke trennt sich von Lorelai. Diese macht daraufhin ihre Mutter für das Fiasko verantwortlich und hält sich von ihren Eltern fern. Emily erkennt, dass sie ihre Tochter zu verlieren droht, und entschließt sich zu einem für sie ungewöhnlichen Schritt: Sie sucht Luke in dessen Diner auf und bittet ihn, die Trennung von Lorelai noch einmal zu überdenken. Daraufhin versöhnt sich Luke wieder mit Lorelai.
Bei einem Dinner mit Logans Eltern, Schwester und Großvater wird Rory sehr herablassend von dessen Mutter und Großvater behandelt. Mitchum, Logans Vater, bietet ihr als Wiedergutmachung ein Praktikum bei einer ihm gehörenden Zeitung an. Rory nimmt das Angebot an, engagiert sich und ist bei den anderen Mitarbeitern auch sehr beliebt. Doch dann bricht für Rory eine Welt zusammen: Mitchum sagt ihr bei einem Feedbackgespräch sehr direkt, dass sie kein Talent zur Journalistin hat und es nie weit bringen wird. Daraufhin begeht Rory eine Kurzschlusshandlung: sie stiehlt zusammen mit Logan eine Yacht. Die beiden werden erwischt und kommen ins Gefängnis. Rory fasst nun einen folgenschweren Entschluss: Sie will eine Studienpause einlegen. Lorelai ist darüber entsetzt – sie befürchtet, dass ihre Tochter einen Fehler macht und ihre Zukunft gefährdet. Es kommt zu einem Streit, infolgedessen Rory zu ihren Großeltern zieht.
Lorelai ist sehr enttäuscht und verletzt, da sie auf die Unterstützung ihrer Eltern gehofft hat. Doch Emily und Richard haben Rory unterstützt, anstatt zu Lorelai zu halten. Luke ist der Einzige, der noch für sie da ist und dem sie vertrauen kann. Als Lorelai am Abend zu ihm kommt, tröstet und ermutigt er sie. Lorelai wird bewusst, wie sehr sie ihn liebt, und sie macht ihm einen spontanen Heiratsantrag.

### Sechste Staffel
Rory lebt nun im Poolhaus ihrer Großeltern. Anstatt zum Anfang des neuen Semesters wieder nach Yale zu gehen, arbeitet sie im Frauenverein ihrer Großmutter mit. Lorelai, die mittlerweile mit Luke verlobt ist und sehr unter der Trennung von Rory leidet, kauft sich einen sehr eigenwilligen Hund, den sie Paul Anka nennt.
Rory wird infolge des Yacht-Diebstahls zu 300 Stunden gemeinnütziger Arbeit verurteilt, die sie innerhalb von sechs Monaten ableisten muss. Sookie versucht unterdessen, die Funkstille zwischen Lorelai und Rory zu beenden, indem sie beide zu Paten ihrer Kinder macht. Sie hofft, dass auf diese Weise Rory und Lorelai miteinander reden müssen, dies artet allerdings in eine lautstarke Diskussion während der Taufe aus.
Richard hat immer gehofft, dass Rory bald wieder ihr Studium an der Yale University aufnimmt. Doch nach und nach begreift auch er, dass dies so schnell nicht geschehen wird. Er wendet sich an Lorelai, doch die ist der Meinung, dass Rory diesen Entschluss aus eigenem Antrieb treffen müsse. Rory lädt ihre Mutter zu ihrem Geburtstag ein und Lorelai denkt, dass es ein Versuch von Richard und Emily sei, Rory zu erpressen, wieder zur Yale University zurückzukehren. Deswegen reagierte sie nicht. Rory ruft daraufhin wütend Luke an und überredete sie, zu kommen. Lorelai willigt ein und es kommt zu einem Wiedersehen der Gilmore Girls.
Überraschend bekommt Rory Besuch von Jess, der jetzt Autor eines Romans und Angestellter eines Verlags ist. Jess ermutigt Rory, wieder zur Uni zurückzukehren. Mitten in das Wiedersehen platzt Logan hinein. Logan ist eifersüchtig, zwischen ihm und Rory entwickelt sich daraufhin ein heftiger Streit, worauf die beiden unversöhnt auseinandergehen. Durch das Gespräch mit Jess merkt Rory, dass ihr Leben nicht so läuft, wie sie sich dieses wünscht. Sie zieht bei ihren Großeltern aus, nimmt ihr Studium in Yale wieder auf und versöhnt sich mit Lorelai. Mit Paris, die zur Chefredakteurin der Yale Daily News befördert wurde, und deren Freund Doyle, bildet sie eine Wohngemeinschaft in der Nähe des Campus. Kurze Zeit später versöhnt Rory sich auch wieder mit Logan.
Christopher ist durch den Tod seines Großvaters zu einem stattlichen Vermögen gekommen, weswegen er Rory anbietet, ihr Studium zu finanzieren. Rory nimmt das Angebot gerne an, was dazu führt, dass ihre bislang für die Finanzierung zuständigen Großeltern tief getroffen sind. Luke und Lorelai erweitern unterdessen Lorelais Haus, damit es groß genug für sie beide ist. Ihr Glück scheint vollkommen zu sein, doch dann findet Luke heraus, dass er aus einer früheren Beziehung mit Anna Nardini eine 12-jährige Tochter namens April hat. Luke beschließt daraufhin, die Hochzeit mit Lorelai zu verschieben, damit er sich an seine Vaterpflichten gewöhnen kann.
Rory wird unterdessen das Amt der Chefredakteurin der Yale Daily News übertragen, nachdem Paris alle übrigen Redakteure gegen sich aufgebracht hat. Paris wirft sie daraufhin aus der Wohnung, woraufhin Logan ihr anbietet, bei ihm einzuziehen.
Während Logan mit seinem Geheimbund „Life and Death Brigade“ einen Ausflug nach Costa Rica macht, wird er bei einer leichtsinnigen Aktion schwer verletzt. Rory pflegt Logan, doch dann wird er nach seinem Universitätsabschluss von seinem Vater nach London geschickt. Rory bleibt in der gemeinsamen Wohnung allein zurück.
Luke hält April aus dem Leben von Lorelai fern und schiebt die Hochzeit immer weiter auf, so dass Lorelai sich immer stärker zu fragen beginnt, ob Luke sie noch in seinem Leben haben möchte. Unterdessen sucht Christopher bei Lorelai Rat in Erziehungsfragen, weil er mit seiner Tochter Gigi Probleme hat. Da Luke mit April auf einer Klassenfahrt ist, besuchen Christopher und Lorelai gemeinsam die Hochzeit von Lane und Zack. Auf der Hochzeitsfeier trinkt Lorelai zu viel und in einer spontanen Rede lässt sie ihren aufgestauten Gefühlen freien Lauf. Nachdem sie zufällig eine Psychologin getroffen und dieser ihr Herz ausgeschüttet hat, merkt Lorelai, dass sie eine Entscheidung treffen muss. Am nächsten Tag stellt sie Luke vor die Wahl, entweder mit ihr durchzubrennen und sie zu heiraten oder die Beziehung zu beenden. Luke ist überrumpelt und zögert, daraufhin löst Lorelai die Verlobung. Sie sucht Trost bei Christopher und wacht am nächsten Morgen in dessen Bett auf.

### Siebte Staffel
Lane kehrt aus ihren schrecklichen Flitterwochen zurück und klagt Rory ihr Leid. Sie stellt fest, dass sie mit Zwillingen schwanger ist.
Christopher erhält einen Brief von seiner Ex-Freundin Sherry aus Paris, die sich für ihre Fehler entschuldigt und ihn bittet, ihr die gemeinsame Tochter zu Besuch nach Paris zu schicken. Lorelai und Christopher bringen Gigi nach Frankreich und bleiben ein paar Tage dort. Am Abend macht Christopher Lorelai einen Heiratsantrag.
Rory verbringt ein Wochenende mit ihren neuen Freundinnen und muss erschrocken feststellen, dass ihr alter Freund Marty nun in einer Beziehung mit ihrer Freundin Lucy ist, nur scheint Marty ihre Bekanntschaft nicht zugeben zu wollen. Nach der Rückkehr ihrer Eltern erhält Rory von ihnen eine Einladung zum Essen. Hier erfährt sie, dass Christopher und Lorelai geheiratet haben.
Luke bittet Lorelai, ein Referenzschreiben über ihn aufzusetzen, das er beim Sorgerechtsstreit mit Anna der Richterin vorlegen kann. Sie willigt ein. Als Christopher die handschriftliche Vorlage dieses Schreibens entdeckt, konfrontiert er Lorelai mit der Vermutung, dass er nur ihre zweite Wahl sei, und verlässt wütend das Haus.
Richard erhält eine Professur an der Yale University und unterrichtet Wirtschaft. Während einer Vorlesung erleidet er einen Herzinfarkt und bricht zusammen. Emily, Lorelai, Rory und Logan halten sich tagelang im Krankenhaus auf um Richard beizustehen. Sogar Luke kommt vorbei und bietet seine Hilfe an, indem er u. a. etwas zu essen vorbeibringt. Nur Christopher ist zunächst nicht da, da er nach dem Streit mit Lorelai auf Abstand gegangen ist und auf keinen von Lorelais Anrufen reagiert hat. Als Lorelai und Christopher später zuhause über die Situation sprechen, trennen sich die beiden.
Logan fragt Rory, ob sie ihn heiraten will. Seinen Plan, mit Rory als seiner Frau an die Westküste zu gehen, teilt er vorher Lorelai mit, als er sich ihren Segen abholt. Rory bittet Logan um Bedenkzeit. Bei der offiziellen Abschlussfeier der Absolventen teilt Rory ihm mit, dass sie ihn zwar liebe, aber noch nicht heiraten wolle. Sie schlägt eine Fernbeziehung vor, was für Logan aber nicht in Frage kommt. Er stellt sie vor die Wahl: Entweder sie geht mit ihm oder sie trennen sich voneinander. Schweren Herzens gibt Rory ihm den Ring zurück und akzeptiert die Trennung.
Da die Einwohner von Stars Hollow unbedingt Rorys Abschlussfeier nachempfinden wollen, organisieren sie eine Party, auf der der Moment der Zeugnisübergabe nachgestellt werden soll.
Rory begegnet in Lorelais Hotel ihrer Lieblingsreporterin, Christiane Amanpour. Diese findet Rory sofort sympathisch und überreicht ihr ihre Visitenkarte. Durch ein Treffen mit dem Herausgeber eines Onlinemagazins erhält sie einen Job bei dessen Magazin: Sie kann den Präsidentschaftskandidaten Barack Obama bei seiner Wahlkampftour begleiten.
Als sich herausstellt, dass Rory schon in zwei Tagen abfahren muss, glauben die Einwohner von Stars Hollow, dass sich die Party nicht mehr organisieren lässt. Doch Luke gibt nicht auf und trommelt alle zusammen, damit die Feier doch noch stattfinden kann. Selbst der vom Wetterdienst vorhergesagte Regen hält ihn nicht auf. Er verbringt die ganze Nacht damit, eine riesige Plane zu basteln. Bei diesem Fest kommen er und Lorelai schließlich wieder zusammen.

## Dialoge
Bekannt ist die Serie vor allem wegen ihrer schnellen Dialoge mit vielen Anspielungen auf Musik, Bücher, Filme, Serien und Personen. Die Episoden sind so dialoglastig, dass ein Drehbuch 75–80 Seiten umfasst, während die Drehbücher anderer Serien je Episode üblicherweise nur 45–50 Seiten zählen.
Neben dem Deutschen wurde die Serie in vielen anderen Sprachen synchronisiert. Eine Besonderheit stellt die französische Synchronfassung dar. Die Figur des Franzosen Michel Gerard, der mit deutlich französischem Akzent spricht, wurde in der französischen Fassung zu einem Italiener. So kann er Französisch mit italienischem Akzent sprechen und unterscheidet sich so auch deutlich von den anderen Figuren, die akzentfrei sprechen.
Der Originaltitel „Gilmore Girls“ wurde in vielen Ländern beibehalten. Ausnahmen bilden Italien, da die Serie hier als Una Mamma per amica (dt.: „Eine Mutter als Freundin“) gesendet wurde, und Spanien, wo die Serie unter dem Namen Las Chicas Gilmore (die spanische Übersetzung für „Gilmore Girls“) läuft. Außerdem heißt die Serie in Polen Kochane Kłopoty, was so viel wie „Geliebte Sorgen“ bedeutet. Im kroatischen Fernsehen heißt die Serie Gilmorice (im Kroatischen die weibliche Form von „Gilmores“). In Ungarn läuft die Serie unter dem Namen Szívek Szállodája, was so viel bedeutet wie „Hotel der Herzen“. Im slowakischen Fernsehen läuft die Serie unter dem Titel Ženy z rodu Gilmorovcov, d. h. „Frauen aus dem Gilmore-Stamm“, in Portugal heißt die Serie Tal Mãe, tal Filha, was so viel bedeutet wie „Wie die Mutter, so die Tochter“. Der isländische Titel der Serie ist Mæðgurnar, was sich als „Mutter und Tochter“ übersetzen lässt. In Rumänien lief die Serie anfangs unter dem Namen Părinți și copii („Eltern und Kinder“), erst ab der zweiten Staffel lautet der Titel Fetele Gilmore („Gilmore Girls“).

## Musik
Der Musik wird eine zentrale Rolle beigemessen, da sie für viele Figuren ein wichtiger Bestandteil des Lebens ist. So schwören die Protagonisten beispielsweise beim Leben des Frontmannes von Blur oder diskutieren, ob sie eher Nick-Cave- oder Johnny-Cash-trübsinnig sind.
Der Titelsong Where You Lead erschien erstmals 1971 auf dem Album Tapestry von Carole King. King nahm den Song gemeinsam mit ihrer Tochter Louise Goffin für die Serie neu auf. Er ist komplett auf dem Seriensoundtrack Our Little Corner of the World: Music from Gilmore Girls enthalten. Carole King spielte mehrmals in der Serie die Nebenrolle der Sophie, der Besitzerin des Musik-Ladens in Stars Hollow.
Die immer wieder eingespielten Jingles stammen von Sam Phillips und sind teilweise auf dem Seriensoundtrack und auf Fanseiten im Internet erhältlich.
Die Rolle des Stadttroubadours von Stars Hollow wurde mit Grant-Lee Phillips besetzt, dem ehemaligen Leadsänger der Band Grant Lee Buffalo. Im Jahre 1999 löste sich die Truppe auf und Phillips startete seine Solokarriere. Sebastian Bach, der die Rolle des Musikers Gil spielt, spielte am Broadway in The Rocky Horror Show und Jekyll & Hyde und wurde in den 1980er Jahren als Sänger der Heavy-Metal-Band Skid Row bekannt.

## Produktion

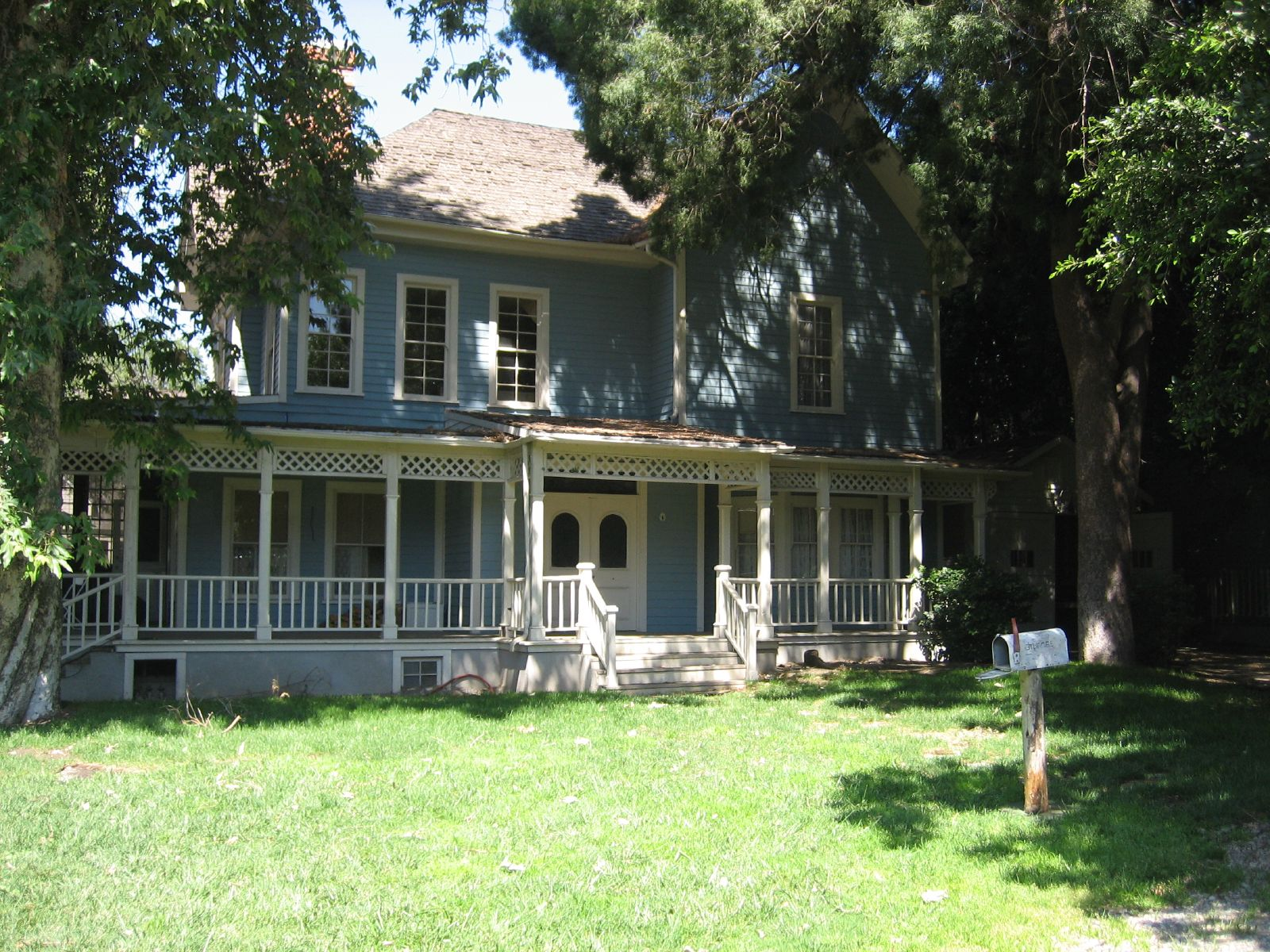
Die Fassade von Lorelais Haus auf dem Warner-Bros.-Studiogelände in Burbank

Drehort der Serie ist das Warner-Bros.-Studiogelände im kalifornischen Burbank (nördlich von Los Angeles). Straße und Gebäude tauchten bereits in mehreren Filmen und Serien auf (das „Dragonfly Inn“ von außen ist beispielsweise das Haus der Waltons, das Haus der Gilmores das von Onkel Jesse aus Ein Duke kommt selten allein). Einer der Berge, die in der Serie gelegentlich zu sehen sind, ist der „Mount Hollywood“, der Berg, auf dem das Hollywood Sign steht. Aufgrund des kalifornischen Drehortes werden die serientypischen, verschneiten Winterfolgen auch mit viel Filmschnee und nicht selten bei 20 °C gedreht.
Um die Episoden nicht eintönig zu präsentieren, hat The WB und später The CW ein aus über 20 Regisseuren bestehendes Regisseur-Team zusammengestellt. Ebenso ist zwar die grundlegende Idee und der Handlungsfaden von den oben genannten Drehbuchautoren bestimmt worden, jedoch nicht jedes Drehbuch von ihnen verfasst. So kommt allein die erste Staffel (lt. Booklet) auf 13 Regisseure und neun Drehbuchautoren.
Amy Sherman-Palladino und ihr Ehemann Daniel, die die Serie anfangs produzierten und Drehbücher zu mehr als 90 von 153 Episoden der Gilmore Girls schrieben, konnten sich 2006 mit dem produzierenden Studio Warner Brothers nicht mehr über einen neuen Vertrag einigen, sodass David S. Rosenthal, der seit der sechsten Staffel im Autorenteam der Gilmore Girls arbeitete, als neuer Showrunner für die letzte Staffel verpflichtet wurde.
Die spanische Kamerafrau Teresa Medina hat in der 1. Staffel (Episode 1–9) die Kameraführung übernommen.

## Besetzung und Synchronisation
Die deutsche Synchronisation entstand nach einem Dialogbuch von Martina Marx, Oliver Rohrbeck und Nana Spier und unter der Dialogregie von Oliver Rohrbeck durch die Synchronfirma Interopa Film GmbH in Berlin.

### Hauptbesetzung
| Schauspieler     | Rollenname                   | Hauptrolle (Staffel) | Nebenrolle (Staffel) | Synchronsprecher                                     |
| ---------------- | ---------------------------- | -------------------- | -------------------- | ---------------------------------------------------- |
| Lauren Graham    | Lorelai Victoria Gilmore     | 1–7                  |                      | Melanie Pukaß                                        |
| Alexis Bledel    | Lorelai „Rory“ Leigh Gilmore | 1–7                  |                      | Ilona Brokowski                                      |
| Kelly Bishop     | Emily Gilmore                | 1–7                  |                      | Regine Albrecht (1.01–6.17) Almut Eggert (6.18–7.22) |
| Edward Herrmann  | Richard Gilmore              | 1–7                  |                      | Jürgen Thormann                                      |
| Scott Patterson  | Lucas „Luke“ Danes           | 1–7                  |                      | Thomas Nero Wolff                                    |
| Melissa McCarthy | Sookie St. James             | 1–7                  |                      | Anke Reitzenstein                                    |
| Keiko Agena      | Lane Van Gerbig, geb. Kim    | 1–7                  |                      | Jill Böttcher                                        |
| Yanic Truesdale  | Michel Gerard                | 1–7                  |                      | Stefan Krause                                        |
| Liza Weil        | Paris Eustace Geller         | 2–7                  | 1                    | Sonja Spuhl                                          |
| Jared Padalecki  | Dean Forester                | 2–3                  | 1, 4–5               | Wanja Gerick                                         |
| Milo Ventimiglia | Jess Mariano                 | 2–3                  | 4, 6                 | Julien Haggège                                       |
| Sean Gunn        | Kirk Gleason                 | 3–7                  | 1–2                  | Gerrit Schmidt-Foß                                   |
| Chris Eigeman    | Jason „Digger“ Stiles        | 4                    |                      | Johannes Berenz                                      |
| Matt Czuchry     | Logan Huntzberger            | 6–7                  | 5                    | Dominik Auer                                         |

### Nebenbesetzung
| Schauspieler                | Rollenname                    | Zeitraum (Staffel) | Synchronsprecher                                       |
| --------------------------- | ----------------------------- | ------------------ | ------------------------------------------------------ |
| Liz Torres                  | Patricia „Miss Patty“ LaCosta | 1–7                | Regina Lemnitz                                         |
| Jackson Douglas             | Jackson Matthew Belleville    | 1–7                | Dietmar Wunder                                         |
| Michael Winters             | Taylor Doose                  | 1–7                | Roland Hemmo                                           |
| Sally Struthers             | Babette Dell                  | 1–7                | Karin David                                            |
| Emily Kuroda                | Mrs. Kim                      | 1–7                | Katarina Tomaschewsky                                  |
| Ted Rooney                  | Morey Dell                    | 1–7                | Andreas Hosang                                         |
| Grant-Lee Phillips          | Grant, der Stadt-Troubadour   | 1–7                | Bernhard Völger                                        |
| Teal Redmann                | Louise Grant                  | 1–4                | Sarah Riedel                                           |
| Shelly Cole                 | Madeline Lynn                 | 1–4                | Giuliana Jakobeit                                      |
| David Sutcliffe             | Christopher „Chris“ Hayden    | 1–3, 5–7           | Sebastian Christoph Jacob                              |
| Dakin Matthews              | Direktor Hanlin Charleston    | 1–3, 5, 7          | Friedrich Georg Beckhaus                               |
| Scott Cohen                 | Max Arturo Medina             | 1–3                | Peter Flechtner                                        |
| Chad Michael Murray         | Tristin Dugray                | 1–2                | Nicolás Artajo                                         |
| Marion Ross                 | Lorelai „Trix“ Gilmore †      | 1, 3–4             | Bettina Schön (Staffel 1) Barbara Adolph (Staffel 3–4) |
| Adam Wylie                  | Bradley „Brad“ Langford       | 2–3                | Ozan Ünal                                              |
| Mädchen Amick               | Sherry Tinsdale               | 2–3                | Bianca Krahl                                           |
| Elizabeth Franz Kathy Baker | Mia                           | 2 7                | Gertie Honeck Karin Grüger                             |
| Todd Lowe                   | Zack Van Gerbig               | 3–7                | Marcel Collé                                           |
| John Cabrera                | Brian Fuller                  | 3–7                | Sebastian Schulz                                       |
| Jim Jansen                  | Reverend Archie Skinner       | 3–6                | Klaus-Dieter Klebsch                                   |
| Arielle Kebbel              | Lindsay Anne Lister-Forester  | 3–5                | Uschi Hugo                                             |
| Adam Brody                  | David „Dave“ Rygalski         | 3                  | Timmo Niesner                                          |
| Danny Strong                | Doyle McMaster                | 4–7                | Klaus-Peter Grap                                       |
| Kathleen Wilhoite           | Liz Danes                     | 4–7                | Andreschka Großmann                                    |
| Michael DeLuise             | T.J., eigentlich Gary         | 4–7                | Sven Hasper                                            |
| Sebastian Bach              | Gil                           | 4–7                | Charles Rettinghaus                                    |
| Rini Bell                   | Lulu                          | 4–7                | Ulrike Stürzbecher                                     |
| Wayne Wilcox                | Marty                         | 4–5, 7             | Norman Matt                                            |
| Michael York                | Professor Asher Fleming †     | 4                  | Thomas Danneberg                                       |
| Gregg Henry                 | Mitchum Huntzberger           | 5–7                | Hans-Jürgen Wolf                                       |
| Vanessa Marano              | April Nardini                 | 6–7                | Lydia Morgenstern                                      |
| Sherilyn Fenn               | Anna Nardini                  | 6–7                | Bettina Weiß                                           |
| Krysten Ritter              | Lucy                          | 7                  | Anja Stadlober                                         |

## Trivia
- Der Charakter Jess, gespielt von Milo Ventimiglia, sollte 2003 ein eigenes Spin-off mit dem Titel Windward Circle erhalten, in dem Jess’ Beziehung zu seinem Vater, gespielt von Rob Estes, thematisiert werden sollte. Doch da der geplante Drehort Venice Beach zu teuer war, strich The WB das Projekt.
- Liza Weil, die in der Serie die Paris spielt, sprach ursprünglich für die Rolle der Rory vor, die dann aber an Alexis Bledel ging.[4]
- Sean Gunn spielte in der zweiten Folge der ersten Staffel einen Telekommunikationstechniker namens Mick, in der Dritten einen Schwan-Lieferanten und in der fünften Folge den Geschäftsführer des Supermarktes. Erst in der achten Folge tritt er als Kirk Gleason auf, der an der jährlichen Nachstellung der Schlacht teilnimmt.
- Sherilyn Fenn spielt in der dritten Staffel die Freundin von Jess’ Vater und in der sechsten und siebten Staffel die Ex-Freundin von Luke und Mutter seiner Tochter April Nardini.
- Das für die Außenaufnahmen von Lorelais Haus verwendete Gebäude auf dem Studiogelände in Burbank ist eigentlich die Rückseite von Sookies Haus.
- Die Huntzbergers beziehen sich auf die Sulzbergers, die Eigentümer der New York Times.
- Obwohl Mr. Kim in den ersten Staffeln noch ab und zu Erwähnung findet – dies ist später nicht mehr der Fall – taucht er doch nie auf. Erst in Gilmore Girls: Ein neues Jahr ist er zu sehen.
- Die Figur Lane Kim basiert auf der Co-Produzentin Helen Pai, der besten Freundin von Gilmore Girls-Erfinderin Amy Sherman-Palladino.
- Der Name von Lanes Band Hep Alien ist ein Anagramm aus dem Namen der Co-Produzentin Helen Pai.
- Die ehemalige US-Außenministerin Madeleine Albright hatte einen Gastauftritt als sie selbst, in einem Traum von Rory nahm sie den Platz ihrer Mutter Lorelai ein.
- Der US-Schriftsteller Norman Mailer hatte ebenfalls einen Gastauftritt. Er wird als er selbst im Dragonfly Inn interviewt, während Sookie Lorelai von ihrer Schwangerschaft erzählt. Die Folge Tanz der Hormone nahm im Originaltitel deswegen auch direkten Bezug auf diesen Cameoauftritt (Norman Mailer, I’m pregnant!).
- In der Episode Babyalarm! in der dritten Staffel gibt es einen Rückblick, der in Lorelais Teenagerzeit spielt, kurz bevor sie von ihrer Schwangerschaft erfährt, währenddessen und bis nach Rorys Geburt. Lorelai wird im Rückblick von Chelsea Brummet und Christopher von Phillip Van Dyke dargestellt.
- Im Serienfinale, welches am 15. Mai 2007 ausgestrahlt wurde, hatte Christiane Amanpour einen Gastauftritt als sie selbst. Rory trifft im Dragonfly auf ihr großes Vorbild und erzählt, dass auch sie Journalistin werden möchte.
- Die Schwangerschaft von Melissa McCarthy während der letzten Staffel wurde in die Serie übernommen.[5]
- Marion Ross spielt sowohl die Großmutter Lorelai „Trix“ Gilmore als auch deren eigene Nichte Marilyn bei der Beerdigung.

## Veröffentlichung

### Fernsehausstrahlung
Die ersten vier Staffeln der Serie wurden in Deutschland ab dem 2. April 2004 von VOX fünfmal die Woche im Nachmittagsprogramm ausgestrahlt. Nach den sehr guten Einschaltquoten auf diesem Sendeplatz wurde die fünfte Staffel ab dem 8. November 2005 wöchentlich in der Prime Time ausgestrahlt und Wiederholungen weiterhin im Nachmittagsprogramm gesendet. Ab dem 29. August 2006 lief auch die sechste Staffel wöchentlich bei VOX. Die siebte und letzte Staffel wurde ab dem 26. Oktober 2007 immer freitagabends um 21:05 Uhr auf VOX gesendet. Die letzte Folge der Gilmore Girls wurde in Deutschland erstmals am 14. März 2008 ausgestrahlt.
Seit Anfang 2004 ist die Serie nahezu ununterbrochen montags bis freitags im Nachmittagsprogramm des österreichischen Rundfunks ORF eins zu sehen (Stand September 2012). Die letzte Staffel begann in Österreich einen Tag nach der deutschen Erstausstrahlung ebenfalls im Nachmittagsprogramm.

### Bücher zur Serie
Die Bücher zur Serie sind im VGS-Verlag erschienen.
| Band | Untertitel                         | Erscheinungsjahr | ISBN                   |
| ---- | ---------------------------------- | ---------------- | ---------------------- |
| 1    | Wie die Mutter, so die Tochter     | 2004             | ISBN 3-8025-3245-7     |
| 2    | Hochzeitspläne                     | 2004             | ISBN 3-8025-3246-5     |
| 3    | Was ist Liebe?                     | 2004             | ISBN 3-8025-3261-9     |
| 4    | Der Ernst des Lebens               | 2004             | ISBN 3-8025-3262-7     |
| 5    | Lorelai in Liebesnöten             | 2005             | ISBN 3-8025-3462-X     |
| 6    | Kleine und große Geheimnisse       | 2005             | ISBN 3-8025-3480-8     |
| 7    | Heimliche Liebschaften             | 2005             | ISBN 3-8025-3481-6     |
| 8    | Weil ich dich liebe                | 2005             | ISBN 3-8025-3482-4     |
| 9    | Er liebt mich, er liebt mich nicht | 2006             | ISBN 3-8025-3529-4     |
| 10   | Süße Sorgen                        | 2006             | ISBN 3-8025-3530-8     |
| 11   | Für immer und ewig                 | 2006             | ISBN 3-8025-3531-6     |
| 12   | Schmetterlinge im Bauch            | 2006             | ISBN 3-8025-3532-4     |
| 13   | Alte Liebe rostet nicht            | 2006             | ISBN 3-8025-3567-7     |
| 14   | Frühlingsgefühle                   | 2006             | ISBN 3-8025-3568-5     |
| 15   | Küssen erlaubt!                    | 2007             | ISBN 978-3-8025-3619-9 |
| 16   | Ein perfektes Paar                 | 2007             | ISBN 978-3-8025-3620-5 |
| 17   | Vorsicht, Liebe!                   | 2007             | ISBN 978-3-8025-3642-7 |
| 18   | Luftschlösser                      | 2007             | ISBN 978-3-8025-3643-4 |

Der VGS-Verlag startet zu den Gilmore Girls eine andere Buchreihe als Softcover. Hier werden jeweils immer zwei schon erschienene Bücher in ein Buch gefasst.
| Band | Untertitel                                      | Erscheinungsjahr | Entspricht den Originalbänden | ISBN                   |
| ---- | ----------------------------------------------- | ---------------- | ----------------------------- | ---------------------- |
| 1    | Wie die Mutter, so die Tochter & Hochzeitspläne | 2007             | 1 & 2                         | ISBN 978-3-8025-3611-3 |
| 2    | Was ist Liebe? & Der Ernst des Lebens           | 2007             | 3 & 4                         | ISBN 978-3-8025-3633-5 |

### DVD-Veröffentlichungen im deutschsprachigen Raum
| Staffel                                               | Erscheinungsdatum  | Episoden    | Folgen |
| ----------------------------------------------------- | ------------------ | ----------- | ------ |
| Erste Staffel                                         | 18. November 2005  | 01 bis 021  | 21     |
| Zweite Staffel                                        | 17. März 2006      | 022 bis 043 | 22     |
| Dritte Staffel                                        | 5. Mai 2006        | 044 bis 065 | 22     |
| Vierte Staffel                                        | 7. Juli 2006       | 066 bis 087 | 22     |
| Fünfte Staffel                                        | 15. September 2006 | 088 bis 109 | 22     |
| Sechste Staffel Teil 1                                | 1. Dezember 2006   | 110 bis 121 | 12     |
| Sechste Staffel Teil 2                                | 9. Februar 2007    | 122 bis 131 | 10     |
| Sechste Staffel Komplett                              | 30. März 2007      | 110 bis 131 | 22     |
| Siebte Staffel Teil 1                                 | 7. Dezember 2007   | 132 bis 143 | 12     |
| Siebte Staffel Teil 2                                 | 14. März 2008      | 144 bis 153 | 10     |
| Siebte Staffel Komplett                               | 25. April 2008     | 132 bis 153 | 22     |
| Alle Staffeln als Komplettbox (Buch-Design)           | 12. September 2008 | 01 bis 153  | 153    |
| Zweite Komplettbox (alle Einzelboxen zusammengefasst) | 12. Juni 2009      | 01 bis 153  | 153    |

Des Weiteren erschien Our Little Corner of the World, die Soundtrack-CD zur Gilmore Girls-Serie.